# Jean-Claude Givel
Jean-Claude Givel, né le 1er février 1946 à Lausanne et mort le 23 août 2015 à Bangkok, est un médecin chirurgien, professeur et collectionneur d'art vaudois. 

## Biographie
Originaire de Payerne, Jean-Claude Givel est le fils de l'ancien patron de la Banque Vaudoise de Crédit Roger Givel et de Claire Givel-Grobéty, tous les deux grands amateurs et collectionneurs d'art. 
Jean-Claude Givel choisit d'étudier la médecine et obtient son diplôme fédéral à l'Université de Lausanne en 1974, suivi d'un doctorat avec le titre FMH de spécialiste en chirurgie en 1983. Il pratique ensuite en tant que médecin-chef au CHUV et s'engage en tant que secrétaire général de la Société internationale de chirurgie. Il est un spécialiste reconnu en chirurgie viscérale. En 1992, il est nommé Professeur associé de l'université de Lausanne, suivi du titre de Professeur honoraire en 2011. Parallèlement, Jean-Claude Givel atteint le grade de colonel de l'armée suisse. Il commande une compagnie pendant cinq ans et un bataillon pour une même durée, avant d'assumer la conduite d'un régiment. Givel hérite de ses parents la passion pour l'art, notamment la musique, la danse et la peinture. Durant sa vie, il a notamment présidé la Fondation du Festival Cully Classique, l'Association des amis de Marius Borgeaud et la Fondation Béjart Ballet Lausanne. Il a également été vice-président de la Fondation Abraham Hermanjat. Parallèlement, il continue à rassembler peintures, dessins, sculptures et gravures, en enrichissant ainsi la collection de ses parents,.
Jean-Claude Givel habite à Lonay jusqu'à son décès le 23 août 2015 à Bangkok, alors qu'il participait au 46ème Congrès mondial de chirurgie organisé par la Société internationale de chirurgie dont il était le secrétaire général,. 
En octobre 2016, le Musée d'Art de Pully lui rend hommage par une exposition de sa collection,.

## Publications
- 1984 - Colo-Proctology
- 1990 - Surgery of the Thymus
- 1990 - Surgery of Anorectal Diseases
- 1992 - Updates in Colo-Proctology
- 1992 - Chirurgie anorektaler Krankheiten
- 1998 - Surgical Management of Anorectal and Colonic Diseases